# Penstemon discolor
Penstemon discolor är en grobladsväxtart som beskrevs av Karl Keck. Penstemon discolor ingår i släktet penstemoner, och familjen grobladsväxter. Inga underarter finns listade i Catalogue of Life.